# ムリーロ・サンチアゴ・コスタ・ドス・サントス
ムリーロことムリーロ・サンチアゴ・コスタ・ドス・サントス（Murillo Santiago Costa dos Santos, 2002年7月4日 - ）は、ブラジル・サンパウロ出身のプロサッカー選手。プレミアリーグ・ノッティンガム・フォレスト所属。ブラジル代表。ポジションはディフェンダー。

## 経歴

### クラブ

#### コリンチャンス
2019年、コリンチャンスの下部組織に加入。2023年にトップチームに昇格した。
2023年4月26日、コパ・ド・ブラジル・レモ戦で途中出場し、トップチームデビュー。4月29日、パルメイラス戦でリーグデビューを果たした。

#### ノッティンガム・フォレスト
2023年8月31日、ノッティンガム・フォレストと5年契約を結んだ。10月1日、ブレントフォード戦で移籍後初出場を果たした。
2024年11月10日、ニューカッスル・ユナイテッド戦でプロ初得点を記録した。2025年1月21日､ノッティンガム・フォレストとの現行契約を1年延長したことが発表された。

### 代表
2024年11月1日､ブラジル代表に初選出された。
2025年3月25日、2026 FIFAワールドカップ・南米予選のアルゼンチン戦で初先発初出場を果たしたが、前半で交代となった。

## 個人成績

### クラブ
| クラブ                     | シーズン | リーグ         | リーグ戦 | リーグ戦 | カップ戦 | カップ戦 | リーグカップ | リーグカップ | 国際大会 | 国際大会 | 合計 | 合計 |
| クラブ                     | シーズン | リーグ         | 出場     | 得点     | 出場     | 得点     | 出場         | 得点         | 出場     | 得点     | 出場 | 得点 |
| -------------------------- | -------- | -------------- | -------- | -------- | -------- | -------- | ------------ | ------------ | -------- | -------- | ---- | ---- |
| コリンチャンス             | 2023     | セリエA        | 13       | 0        | 7        | 0        | -            | -            | 7        | 0        | 27   | 0    |
| ノッティンガム・フォレスト | 2023-24  | プレミアリーグ | 32       | 0        | 4        | 0        | 0            | 0            | -        | -        | 36   | 0    |
| ノッティンガム・フォレスト | 2024-25  | プレミアリーグ | 36       | 2        | 3        | 0        | 0            | 0            | -        | -        | 39   | 2    |
| ノッティンガム・フォレスト | 通算     | 通算           | 68       | 2        | 7        | 0        | 0            | 0            | -        | -        | 75   | 2    |
| 総通算                     | 総通算   | 総通算         | 81       | 2        | 14       | 0        | 0            | 0            | 7        | 0        | 102  | 2    |

### 代表
| ブラジル代表 | 国際Aマッチ | 国際Aマッチ |
| 年           | 出場        | 得点        |
| ------------ | ----------- | ----------- |
| 2025         | 1           | 0           |
| 通算         | 1           | 0           |